# Union belge pour la défense de la paix
L’Union belge pour la défense de la paix (UBDP) est créée en 1949 comme la branche belge du Conseil mondial de la paix. Elle est proche de la mouvance communiste.

## Historique

### Création et principes
L’Union belge pour la défense de la paix est créée en 1949 comme la branche belge du Conseil mondial de la paix, d’inspiration communiste. Elle s'inscrit dans le mouvement international pour la paix au moment où des membres du Parti communiste ou des intellectuels proches de celui-ci lancent un certain nombre de mouvements et d’initiatives en faveur du pacifisme : en avril 1949 se tient le Congrès des partisans de la paix, auquel assistent plusieurs dizaines de Liégeois qui en reviennent avec la volonté de créer un mouvement de la paix en Belgique. Le Congrès de Varsovie de 1950 voit la création du Conseil mondial de la paix. La même année, l’appel de Stockholm demande l’interdiction de l'arme atomique,.
L’UBDP ne revendique pas les principes de non-violence du pacifisme intégral. Elle se présente comme un mouvement rassemblant des secteurs très divers de la société, désireux de lutter contre le danger de guerre, en général, et contre la guerre nucléaire en particulier. De façon générale, elle se déclare en faveur de la détente internationale.
L'UBDP est généralement considérée comme une organisation "cryptocommuniste". Bien que n'adhérant pas formellement au communisme, elle montre des attaches avec le Parti communiste, le mouvement communiste international et l’Union soviétique. Si elle sert généralement, de façon plus ou moins volontaire, leurs desseins et soutient les mêmes revendications, dans quelques circonstances, l’UBDP prend publiquement ses distances vis-à-vis de certaines décisions soviétiques. En novembre 1961, après la reprise des expériences nucléaires par l’U.R.S.S. et l’explosion, le 30 octobre 1961, d’une bombe de 50 mégatonnes, son Comité Exécutif déclare, dans une résolution « [...] c’est la volonté, trop longtemps différée par les puissances de l’O.T.A.N. où la Belgique est engagée, de discuter et de régler le problème allemand, qui a provoqué cette reprise »  mais ajoute « [...] nous regrettons [...] que l’U.R.S.S. ait décidé de reprendre les essais interrompus ». De même, en 1956, lorsque l'URSS réprime durement la révolution hongroise, l’UBDP se joint à d'autres sections du Conseil mondial de la paix pour « déplore[r] l’effusion de sang et regrette[r] l’intervention des troupes soviétiques dans les affaires intérieures de la République magyare » et demander l’évacuation des troupes soviétiques du territoire hongrois.

### Organisation
Isabelle Blume rejoint l’Union Belge pour la Défense de la Paix en 1951 et en devient la Présidente nationale en 1967, lorsque le mouvement se structure fédéralement. L'UBDP a pour pendant néerlandophone le Belgische unie voor de verdediging van de Vrede, qui devient Vrede dès 1972.
A partir de 1953, André De Smet collabore à la revue néerlandophone de l’UBDP, Vrede (Paix), il en devient l’éditeur en 1960. Avec le soutien de Leo Michielsen, il amène toute une série d’intellectuels flamands à collaborer à la revue. L'UBDP édite également le mensuel Le Monde et la Paix de 1957 à 1987.
La section de Liège du Front de l'indépendance, mouvement de résistance, adhère à l'UBDP en 1961.
Alors que le centre de gravité de l'UBDP se trouve en Wallonie et à Bruxelles, André De Smet, permanent des sections flamandes de l’Union, réorganise l'Union sur une base régionale. Le secrétariat flamand est transféré à Gand et il en devient le président. En 1971 la section flamande change de nom pour devenir Vrede vzw (nl) (Paix Asbl).
L'UBDP est membre du Comité National d’Action pour la Paix et le Développement créé en 1970 dans le but  d’unir les forces des organisations membres pour promouvoir la paix en pleine guerre froide et sensibiliser pour une vision progressiste du développement.

### Positions et actions
Au cours des années 1960, l’UBDP fournit le soutien logistique pour l’organisation des marches antiatomiques et les manifestations contre la guerre au Vietnam.
L’Union belge pour la défense de la paix se positionne contre le réarmement de l’Allemagne occidentale, notamment à l’époque de la lutte contre la Communauté Européenne de Défense. Elle s'oppose à l’installation de bases militaires allemandes en Belgique et prend position, également, contre la nomination du général allemand Hans Speidel, à la tête du Shape, centre européen de l'OTAN.
Lors du conflit coréen, l'UBDP soutient l’attitude de la Corée du Nord et condamne celle de la Corée du Sud.
La lutte contre le colonialisme ne figure pas en tête du programme de l'Union belge de défense de la paix mais, dans un communiqué du 13 juillet 1960, elle appelle « au retrait de toutes les troupes belges, sans exclure celles se trouvant dans les bases militaires ». De plus, lors de l’assassinat de Patrice Lumumba, l’organe de l’U.B.D.P. lui rend hommage dans un article intitulé "Mort d’un juste".
L'Union belge de défense de la paix prend parfois position dans des problèmes qui n’ont pas directement trait à la défense de la paix. Ainsi, elle apporte son soutien aux grévistes lors de la grève de 1960-1961.
L’Union belge pour la défense de la paix, en tant qu'antenne du Conseil mondial pour la paix, joue un rôle important dans la lutte contre l'apartheid en Belgique grâce aux liens noués avec les acteurs des mouvements de libération d’Afrique australe, avec lesquels, le Conseil mondial pour la paix organise  une série de conférences internationales permettant la rencontre entre les acteurs du Nord et du Sud, les acteurs des différents pays européens et entre les acteurs d’un même pays en Europe.

## Parmi les membres
- Antoine Allard, membre du Comité exécutif
- Roger Antoine, résistant, membre du Front de l'indépendance, membre du Parti communiste belge
- Isabelle Blume, présidente
- Émilienne Brunfaut, membre du Comité exécutif[9]
- Max Cosyns, président[10]
- André De Smet, responsable pour la Flandre
- Jean Du Bosch, responsable pour Bruxelles
- Robert Dussart, membre du Parti communiste belge et de la Fédération générale du travail de Belgique[11]
- Raoul Danhier[12]
- Rosy Hollender, cofondatrice, membre du Comité exécutif[3]
- René Klutz, membre fondateur, responsable pour la Wallonie[13]
- Xavier Relecom, membre du Parti communiste belge, membre de la direction de l'UBDP de 1950 à 1953[14]
- Jean Terfve, membre du Comité exécutif